# Andreas Kloos
Andreas Kloos (* 1969 in Konstanz) ist ein deutscher Theaterregisseur, Autor und Schauspieldozent.

## Leben
Andreas Kloos verbrachte seine Jugend in Langenargen. In den späten 1980ern absolvierte er eine Kochlehre bei Albert Bouley.
Von 1998 bis 2002 studierte Kloos Theaterregie an der Akademie für darstellende Kunst in Ulm. Anschließend arbeitete er zunächst als Regieassistent am Berliner Ensemble und an der Bremer Oper.
Seit 2002 ist Kloos als freischaffender Regisseur an einer Vielzahl von Bühnen für Schauspiel und Musiktheater tätig.
Bis heute hat Kloos bei über fünfzig Inszenierungen Regie geführt. Mehrere seiner Regiearbeiten wurden zu Festivals eingeladen und mit Preisen ausgezeichnet, darunter seine Inszenierung „Fettes Schwein“ von Neil LaBute am Stadttheater Bremerhaven, die 2007 zum 24. Norddeutschen Theatertreffen eingeladen und mit dem Herzlieb-Kohut-Preis ausgezeichnet wurde. Sein „Woyzeck“ (Georg Büchner) wurde auf dem internationalen Theaterfestival in Sibiu gezeigt.
Bei Projekten in der freien Szene entstanden weitere Arbeiten, wie „Abgeschlossen“ oder „Flucht(t)räume“, beides Theaterabende mit Strafgefangenen in der JVA.
Parallel zu seiner Arbeit als Regisseur war Andreas Kloos von 2014 bis 2017 Fachbereichsleiter Schauspiel der Joop van den Ende Academy Hamburg, seit 2019 ist er als Künstlerischer Leiter der Norddeutschen Musical Akademie tätig.
Kloos lebt in Hamburg. Neben seiner Arbeit als Regisseur für Schauspiel und Musiktheater arbeitet er als Schauspieldozent und Autor.